# Обличчям до дивного (Дискавері)
Обличчям до дивного (Face the Strange) — шістдесятий епізод американського телевізійного серіалу «Зоряний шлях: Дискавері» та 4-й у п'ятому сезоні. Епізод написано Лі Роуз, режисував Сін Кохран. Перший показ відбувся 18 квітня 2024 року.
Коли гонка між «Дискавері» та мисливцями за головами Л'ак і Молл загострюється, несподівана пригода змушує Бернем та Рейнера подолати розбіжності — щоб врятувати решту команди.

## Зміст
Л'ак і Молл говорять із торговцем зброєю Аннарі. Чоловік каже їм — первісна ціна зросла і їхньої латини більше не вистачає. Вони передбачили такий хід і змочили латину отрутою — тим самим видом, який чоловік продав Смарагдовому ланцюгу. Торговець зброєю здригається на землі від болю, Молл каже йому вважати це дорогим уроком, як не вести справи, і повертає те, за чим вони з Л'аком прийшли. Попри сумніви Л'ака щодо її плану, Молл впевнена, що він спрацює, і вони випередять «Discovery». Та зможуть знайти наступну підказку і ще наступну, поки не досягнуть скарб. Л'ак хвилюється — здається, ніби стіни наближаються до них, але Молл запевняє, що вони збираються знайти технологію Прародителів — більше не буде винагород за їхні голови. Торговець зброєю помирає. Молл каже Л'аку, що їм варто йти, оскільки «Дискавері» не буде на Тріллі ще довго.
Ґрей і Адіра прощаються по комунікації. Жучок, якого Молл підсадила на куртку Адіри, виповзає з рукава. Адіра, здається, відчуває — щось не так, але не бачить причини. Стамец зв'язується з Адірою, просячи їх відрегулювати дейтерійний колектор, який змінився після останнього стрибка «Дискавері». Адіра йде, а жучок перетворюється на зникаючу калюжу.
На містку Овосекун і Рейнер повідомляють — хоча вони прибули до координат, наданих Бікс, сканування не дали нічого, лише зоряну базу в межах двох з половиною парсеків. Майкл наказує продовжувати пошуки та інструктує Лінуса надіслати групу для більш глибокого сканування території. Лейтенант Крістофер повідомляє Бернем, що Трілл не зазначає про жодні ознаки Л'ака та Молл. Тому Рейнер наказує йому знову зв'язатися з Тріллом, оскільки пара мала бути там кілька годин тому, коли Бернем перебувала на планеті. Ріс вважає, щоб Л'ак і Молл поки що замовкли, заявляючи, що на їхньому місці він дозволив би «Дискавері» підвести його до наступної підказки. Непомічений екіпажем містка, жучок недовго спостерігає за ними, перш ніж зникнути. Рейнер сумнівається щодо пропозиції Ріса — вони мали б докази, якби Л'ак і Молл стежили за ними. Рейнер наказує Рісу дотримуватися фактів. Бернем дає Рісу транспортер і просить поговорити з Рейнером наодинці.
У кімнаті Бернем називає поведінку Рейнер неприйнятною. Рейнер вважає це помилкою, нагадуючи Бернем про місію Червоної директиви. Він вважає, що команда має бути рішучою та дисциплінованою, а не співпрацювати. Він вважає екіпаж занадто знайомим і комфортним між собою і капітаном. Бернем нагадує — знайомство екіпажу допомогло врятувати Федерацію, галактику та самого Рейнера. Рейнер не сумнівається в заслугах команди, але їм не довелося засвоювати уроки, які зробили всі інші під час Спалу, де все змінилося миттєво. І якщо Рейнер прислухався б до кожної думки та підбадьорював усіх, він і команда були б мертві сто разів.. Рейнер заспокоюється, вибачаючись, що перейшов межу. Бернем запевняє Рейнера, що вона розуміє — зміни важкі для будь-кого.
Стамец переглядає дані, перш ніж обернутися й помітити жучка, який потрапляє на панель. Бернем та Рейнеру Овосекун повідомляє — вона вловлює дивні коливання енергії, і щось щойно передало неавторизований сигнал з корабля. Бернем і Рейнер намагаються повернутися на місток, але транспортер не працює, кілька разів спалахує світло, і кімната тремтить. Коли тремтіння зникає, кімната змінюється й стає руїною, корабель рухається через енергетичний вихор, транспортер більше не працює, і вони не можуть піднятися на місток. Піднявшись на турболіфті, Бернем і Рейнер знаходять екіпаж містка непритомними в уніформі, яку вони носили наприкінці часів «Дискавері» у 23-му столітті. Рейнер помічає, що «Дискавері» мандрує через кротовину. Шокована Бернем розуміє — вони вирушили в минуле, і корабель слідує за Червоним Ангелом через кротовину в майбутнє.
Рейнер вважає повернення в минуле, коли «Дискавері» пішов вперед у майбутнє, дещо заплутаним, але Бернем зазначає — це пояснює, чому їхні транспондери не працюють. Бернем не впевнена, як вони подорожували в часі, але, коли Тіллі починає прокидатися, попереджає Рейнера — команда не може їх побачити тут, і вони швидко виходять з містка.
Повернувшись до кімнати готовності, Бернем і Рейнер намагаються зрозуміти, що сталося, припускаючи, що вир часу або координати Джинаала не такі порожні. Бернем намагається отримати інформацію з комп'ютера, але виявляє — екран перегляду пустий, а Сару наказує екіпажу через зв'язок підготуватися до удару. Бернем запевняє Рейнера — вони повинні вижити, оскільки Детмер збирається здійснити посадку «Дискавері» на планеті. Ті самі миготливі вогні, що й минулого разу, час знову стрибає, цього разу до частково готової кімнати з видом на Сан-Франциско. Здивований будівельник приймає Бернем та Рейнера за інспекторів і відправляється повідомити про це свого майстра. Рейнер дає молодій людині пораду, викликаючи посмішку Бернем.
Бернем зауважує, що вони були в доку, коли «Дискавері» ще будувався, і вони усвідомлюють — це не просто подорож у часі, а радше стрибки крізь нього. Усі інші живуть сьогоденням, але Бернем і Рейнер це зовсім не торкається. Рейнер вважає — хтось використовує нейронну зброю, щоб возитися з їх мізками. Бернем зазначає — Зора не реєструвала жодних суден у цьому районі раніше. Овосекун інформувала щодо коливання енергії, вони розуміють — що б не влучило в корабель саме в той момент, коли вони транспортувалися, Бернем і Рейнер не постраждали.
Відбувається стрибок у часі знову, у тому самому положенні в кімнаті готовності, де були Бернем і Рейнер, коли вони вперше намагалися транспортуватися. Величезна битва, і Бернем визнає її останньою битвою з Контролем. Рейнер каже — те, що вдарило корабель, може пояснити, чому вони постійно повертаються до тих самих місць. Це не може бути вир часу, також не схоже на нервову атаку, тобто це має бути щось із самим кораблем. Рейнер розуміє — це помилка часу, що вони називають хронофагом з Креніма (часоїд). Їх можна знайти на чорному ринку, що залишилися від Часових воєн. Часоїди паралізують ворожий корабель, випадково змінюючи його в часі протягом тижнів або місяців, доки «жук» не закінчиться. Ось чому вони не можуть нікуди направитися — корабель застряг.
Вони усвідомлюють — Молл і Л'ак відповідальні за це, якимось чином дісталися до Трілла і перетнулися з одним із членів команди. Рейнер визначає несанкціоновану трансляцію як маяк визначення місцезнаходження, пара точно знає, де знаходиться «Дискавері» та де наступна підказка, тобто Ріс весь час мав рацію. Вони не можуть дозволити Молл і Л'аку отримати в руки технологію Прародителів, Бернем намагається визначити тривалість часового циклу за допомогою свого хронопада. Рейнер припускає — помилка радше в інженерії. Бернем вважає, що на Стамеца також не вплине зміна часу, і він може їм допомогти. Оскільки Стамец живе поза часом завдяки своїй тардиградній ДНК. Тому він буде в межах циклу, як і всі інші — але повинен знати про це, як Бернем і Рейнер, і, можливо, він уже це зрозумів. Однак Стамец перебуває в лікарні через важкі поранення під час бою, кажучи Г'ю Калберу, що це «страшний жук». Стамец намагається потрапити до інженерії, і кличе Зору, забуваючи, що її ще не існує. Ігноруючи благання чоловіка дозволити йому допомогти, Калбер вводить Стамеца в штучну кому.
Час знову змінюється, і сповіщення вимикається. Останній цикл тривав довше, і Рейнер сподівається, що цей триватиме ще довше. Перевіряючи зоряну дату, Бернем припускає — Стамец зараз займається інженерією, і дає вказівку турболіфту взяти їх на далеку дорогу через Темпоральну головну директиву. Будь-яка зміна їхнього минулого може змінити їхнє майбутнє. Вони також не можуть повідомляти про свою присутність корабельному комп'ютеру. Вражена думкою Рейнера, Бернем використовує свій код заміни, щоб запобігти цьому безпосередньо перед тим, як корабель оголосить чорну тривогу. Бернем усвідомлює, що настав день, коли Осайра атакує «Дискавері», і вони виходять із турболіфта, щоб знайти Регуляторів. Вони борються з Регуляторами, знищуючи їх за допомогою Джетт Рено, яка рятує Рейнера. Бернем швидко ховається, перш ніж Рено встигає її помітити, Рейнер каже Джет, що він командир Лок на тимчасовому призначенні. Рейнер дякує Рено за порятунок, вона пропонує йому купити їй напій. Давши Райнеру інструкції, Рено йде.
Час знову змінюється, Бернем і Рейнер потрапляють у пошкоджену кімнату з мерехтливою енергією, чорними вікнами та пилом, що покриває кожну поверхню. Здається, ніби тут нікого не було багато років, Майкл не може навіть отримати зоряну дату з комп'ютера, який дає збої, наче він на останньому диханні. Вони чують «Que Sera, Sera» вдалині, і йдуть до безлюдного містка, який має противибухові щити, що закривають блимаючий екран. Джерелом музики є Зора, яка запитує, чи це справді Бернем, чи ще один сон. Оскільки Майкл та решта команди померли десятиліття тому. Бернем запевняє ШІ, що це справді вона, а Зора розповідає, що зараз 3218 рік — майже тридцять років у майбутньому для Бернем і Рейнера. Більша частина пам'яті Зори зникла, тому вона не може пригадати точні деталі, але результат, якого боялася Бернем, стався: технологія Прародителів потрапила в чужі руки, і всі загинули. За наказом Бернем, Зора відкриває противибухові щити, показуючи знищені останки штаб-квартири Федерації.
Зора пояснює — Зоряний Флот знайшов «Дискавері» та вимкнув помилку часу, але було надто пізно, Л'ак і Молл були надто далеко. Бернем помічає неподалік зореліт брінів, і Зора розповідає — вони якимось чином заволоділи технологіями Прабатьків, а потім здійснили нищівну атаку через кілька тижнів після порятунку «Дискавері» з часового циклу. Рейнер припускає, що Бріни, мабуть, були покупцями Молла та Л'ака за технологію. Бернем зізнається Рейнеру — коли вона вперше ступила на цей місток, їй знадобилося докласти всіх зусиль, щоб не втекти. Бернем надто поважала Зоряний флот, щоб повірити, що вона заслуговує бути тут після повстання на USS «Shenzhou». Рейнер зазначає, що Бернем має бути першою людиною у Зоряному флоті, яка буде капітаном корабля, будучи в'язнем, і запитує, як їй це вдалося. Бернем визнає — ніколи не здавалася, і знайшла рішучість зупинити кризу.
Показуючи дані, які вона зібрала, Бернем заявляє — у них занадто малий розмір вибірки, щоб отримати шаблон — навіть якщо вони знайдуть помилку, то не зможуть її дезактивувати. Зора пропонує розглянути інші змінні — місцезнаходження корабля, відстань і швидкість. Бернем розуміє, що їм потрібна саме швидкість, тому що вони з Рейнером подорожують не просто в часі, а також у просторі. Зора враховує швидкість корабля в довжинах часових циклів, які записала Бернем, і визначає — хоча вони спочатку можуть здаватися випадковими, коли їх відображають на просторово-часовій діаграмі та розширюють до вищих вимірів, з'являється візуальний шаблон. Зора відображає конічну хвилю, яка відстежує їхню подорож у часі та проміжок часу між часовими стрибками, наступний стрибок прогнозується протягом секунд. Рейнер сподівається, що вони потрапили в епоху, коли Стамец ще не помер, а Зора відраховує їхнє відбуття, благаючи Бернем і Рейнера знову налагодити ситуацію.
Після стрибка в часі до Стамеца у 3189 році звертається Рено, яку він попросив дати деякі розрахунки щодо виправлення, яке Джетт робила багато разів раніше. Стамец запитує Рено, чи спрацює калібрування стабілізатора щодо теоретичного питання. Рено робить висновок — Стамец застряг у часовій петлі, що він досить непереконливо заперечує. Відмахнувшись від його дивної поведінки, Рено каже Стамецу не зариватися надто довго в абстрактних питаннях, перш ніж піти з нею.
Бернем привертає увагу Стамеца, він швидко наказує екіпажу евакуюватися — ніби спори потрапили всередину, і в їхніх легенях виростуть гриби. Бернем пояснює, що вони з Рейнером транспортувалися, коли почався цикл, і їх повертає до кімнати готовності після кожного скидання. Стамец проводив свої цикли, повторюючи минулі дії, хоча бачив, як Лінус знову застряг у реплікаторі. Він показує, де помилка часу вбудована в підсистему розподілу електроенергії, але зупиняє Рейнера від того, щоб просто вирвати її. Оскільки — якщо помилку видалено неправильно, незліченні часові шкали можуть сходитися одночасно, розриваючи кожну молекулу навколо них у нескінченних напрямках. І знову до безконечності. Їм потрібно звести нанівець наслідки помилки з майже ідеальною точністю, але Стамец повинен зрозуміти схему скидання, і він був надто зайнятий, намагаючись не змінити майбутнє, тому не зміг записати таймінги. Бернем надає йому дані Зори про зміну часу. Стамецу може знадобитися допомога зі збором необхідного обладнання, і цей цикл закінчується через десять секунд. Бернем наказує всім зустрітися на палубі-13 після кожного скидання та попереджає Стамеца — вони з Рейнером бачили своє можливе майбутнє, і не можуть цього допустити.
Після наступного стрибка в часі Стамец повідомляє — у них є 8 хвилин до наступного скидання, і ця часова шкала містить усе, що йому потрібно для створення стабілізатора хронітонів. Але основним інгредієнтом є рідина, що руйнує поле, яка знаходиться в голодеках 32-го століття. Приблизно в цей час голодек у каюті Бернем був тільки встановлений. Майкл прямує до своєї каютик, а Рейнер і Стамец — до інженерії.
Бернем збирає рідину з-під панелі у своїй кімнаті, але входить Букер, здивований тим, що Майкл не на містку, і не обтяжена тими втратами, які він зазнав у майбутньому через аномалію темної матерії. Бернем швидко намагається вислизнути, але Букер зупиняє її. Бук каже Бернем, що після того, як стане капітаном, у неї з'явиться багато нових обов'язків, але варто довіряти її інстинктам. Бернем визнає, що зміни можуть бути важкими, а Букер погоджується, що це єдиний спосіб, яким може статися щось значуще. Після поцілунків Бернем повертається до інженерії, де Стамец усунув ще одне пошкодження спори, залишаючи науковця трохи стурбованим тим, що його команда не знає, що порушення спори насправді не є реальною. До наступного скидання залишилося 45 секунд, Стамец завершує роботу над своїм пристроєм і наказує Бернем розмістити його прямо на жучку, і вони миттєво повернуться в режим реального часу. Стабілізатор хронітонів відштовхується темпоральним щитом, створеним жучком як захисним механізмом. Коли Бернем кидає розвідний ключ у щит, він миттєво розпадається.
Після наступного циклу троє зустрічаються на палубі-13. Стамец повідомляє — гайковий ключ розпався, тому що час у темпоральному щиті рухається з надприскореною швидкістю. Це означає — будь-що, включно з ними, старіє надшвидко, перш ніж воно справді зможе дістатися до самої помилки. Вони не можуть вимкнути щит, але мають змогу пом'якшити наслідки достатньо довго, щоб увійти та деактивувати помилку, дозволивши принципу відносності взяти верх. Треба довести корабель до максимального викривлення, а потім розбити варп-міхур, тому що це захищає їх від впливу теорії відносності. «Дискавері» вийде з варпа так швидко, що час всередині щита не встигне за ними. По суті, все, що потрапляє в щит у цей момент, все одно старіє, але не миттєво. Є надія, що інерційні амортизатори корабля не дозволять удару вбити їх або розбити «Дискавері» на мільйон частин.
Стамец пояснює — якщо їм вдасться, нічого не зміниться, перенесення своїх дій на альтернативну шкалу часу. Поки вони розбивають варп-бульбашку й вимикають жука в один і той самий часовий цикл, усе повернеться до того, як було раніше, але у них є лише одна спроба. Група вирішує зробити це зараз, оскільки поточний 14-хвилинний часовий цикл є найдовшим. Стамец визначає, що наразі це корабель Габріеля Лорки, хоча він зараз на завданні з Сару та Еллен Лендрі, тоді як Ріс на виклику, а Детмер, Овосекун, Брайс, Тіллі, Чен, Санчес та Ейріам є на містку. Бернем із сумом пояснює Рейнеру, що Ейріам — офіцер, який не потрапив у майбутнє з ними, перш ніж вручити йому хронітонний стабілізатор. Для екіпажу 2256 року вона просто заколотник, а не капітан, і тому вони не будуть її слухати. Бернем заявляє — їй доведеться знайти спосіб. Стамец модулюватиме інерційні гасники, щоб не дати вібраціям знищити корабель, коли вони розіб'ють варп-бульбашку, а Рейнер «просуватиме руку в гніздо павука». Стамец дає Бернем свій комунікатор, щоб підтримувати зв'язок. Залишилося тринадцять хвилин, і група прямує до своїх завдань.
Несподівано Лінус приєднується до Бернем у турболіфті; він робить комплімент її червоній формі. Як тільки Лінус йде, повз Бернем вона ж входить у турболіфт. Шокована тим, що побачила іншу версію себе, Бернем викликає службу безпеки, але Майкл наказує комп'ютеру затримати наказ і відвести їх на палубу-13, де двоє Бернем можуть поговорити. Бернем намагається пояснити свою ситуацію собі колишній і благає дозволити продовжити план. Але минула Бернем вважає — її майбутнє може бути мінливцем або чимось таким. Ліфт випускає їх на палубу-13, минула Бернем атакує її майбутню. Майбутня Бернем виявляється кращим бійцем, особливо тому, що вона здатна зберігати самовладання, тоді як минула Бернем сповнена люті. Бернем приборкує себе колишню за допомогою вулканського прийому і каже — вона знає, як важко побачити шлях до капітанського крісла з того місця, де є минула Бернем. Попри те, що це буде довгий шлях, минула Бернем не може здаватися.
Стамец каже, що він дуже незадоволений і йому треба дати спокій, евакуювавши техніків та забравши комунікатор в одного з членів екіпажу. Він має проблеми з пристосуванням до використання систем 23-го століття замість 32-го, до яких він звик. Рейнер подумав, що це те, що Стамец: бути геніальним ученим, за якого всі тримаються. Стамец кидає виклик Рейнеру стати людиною, яка намагається зберегти цей корабель разом, щоб вони не загинули й не стерли з історії все, що вони коли-небудь зробили. Навіть якщо їм вдасться повернутися, технологія Прародителів, буде більшою, ніж будь-яка інша, яку Стамец коли-небудь використовував раніше. Стамец наказує Рейнеру передати керування системами плазмового охолодження на сусідню консоль, поки він працює над калібруванням амортизаторів. Рейнер пропонує показати всім, як пара старих псів все ще знає найкращі трюки.
Команда містка з подивом побачила Бернем без уніформи та з іншою зачіскою. Майкл починає пояснювати, що вона з майбутнього, Ейріам викликає охорону — і що «Дискавері» дуже важливо знайти величезну силу, але їх зупинила тимчасова зброя. Ейріам має комп'ютерний скан на ознаки життя Майкл Бернем, і повідомляє про дві ідентичні ознаки життя на борту, одна з яких зараз без свідомості. Бернем запевняє команду, що все добре, і благає вислухати її. Бернем каже Детмер, що на палубі 6 є вікно, біля якого вона сидить, коли у неї поганий день, тому що там зазвичай тихіше, ніж у кімнаті для спостереження. А Овосекун приєдналася до Зоряного флоту, оскільки вона не змогла врятувати свого друга, коли їй було 15. А Брайс любить комунікації, тому що він слухав старі радіовипромінювання в космосі зі своєю бабусею. Тіллі — кадет, яка боїться квартири з бунтарем, тому що вона думає, що Бернем збирається зарізати її ножем уві сні через хропіння.
Ейріам запитує, чи справді вона капітан Зоряного флоту з майбутнього, Бернем уточнює — вона капітан «Дискавері», що викликало недовіру екіпажу. Бернем наполягає, що вона бачила крах Федерації, і всі гинуть через те, що вони не виконали цю місію, а у неї закінчується час. Детмер запитує, чи мають вони вірити їй. Бернем із сумом зізнається, що бачила, як Ейріам помирає протягом 396 днів, і всі сумують за нею щодня. Брайс хапає фазер, щоб спробувати змусити Бернем зійти з містка, Майкл пояснює, що вона була там, і програма штучного інтелекту заражає аугментацію Ейріам. І Ейріам жертвує всім заради них. Тіллі та Овосекун наполягають, що це брехня, оскільки вони ніколи не дозволять Ейріам зробити це. Бернем заявляє, що не було іншого шляху, і деякі бої неможливо виграти. Ейріам заявляє, що здасться і пожертвує собою таким чином, якби до цього дійшло. Ейріам наказує Брайс відійти і запитує Бернем, що їй від них потрібно.
Під час розробки Стамец і Рейнер чують оголошення від Ейріам про те, що «Дискавері» збирається максимально переформатуватися, і розуміють, що Бернем зробила це знову. Стамец наказує Рейнеру прикріпити стабілізатор хронітонів до помилки часу на його знаку. У них залишилося три хвилини, але Стамец вважає, що вони встигнуть. Однак минула Бернем входить з Рісом і наказує їм відійти від консолі.
Детмер повідомляє, що вони досягли максимальної швидкості та готові розірвати варп-бульбашку. Бернем перевіряє таймер до наступного скидання, Ейріам зачарована футуристичною технологією та хоче дізнатися про неї більше. Бернем просить вибачення у своєї подруги, але Ейріам каже їй не продовжувати. Бернем зв'язується з Рейнером, він каже, що у них проблеми — колишня Бернем вважає, що Стамец обдурив її, і вона наказує вимкнути варп-ядро та зупинити корабель. Поки Стамец намагається її переконати, Рейнер каже Бернем, що їй потрібно спуститися та поговорити самій із собою. У них менш як три хвилини, і Бернем не встигне, тому Рейнер повинен впоратися з цим сам.
Ріс повторює наказ Бернем закрити варп-ядро, але Рейнер звертається до нього на ім'я. Ріс вказує, що будь-хто може знайти його ім'я. Рейнер визнає, що він дійсно знає Ріса в майбутньому. У цей час він лейтенант Ріс, але в майбутньому — лейтенант-командор Ріс, офіцер-тактик «Дискавері». Колишня Бернем стурбована — навіть якщо Ріс з майбутнього, це надто небезпечно, і знову наказує Стамецу вимкнути варп-ядро.
У них залишилося дев'яносто секунд, і минула Бернем хвилюється, що «Дискавері» буде знищено, якщо вона дозволить йому це зробити. Рейнер розуміє, що вона не довіряє їм, він не очікує від неї цього. Підійшовши впритул до фазера Бернем, Рейнер каже — він знає, що Майкл хотіла втекти в перший день, коли вона стояла на містку цього корабля. Оскільки для неї це було всього кілька тижнів тому, Рейнер здогадується, що колишня Майкл все ще відчуває себе такою ж. Залишилося лише 30 секунд, і Рейнер закінчує, розповідає минулій Бернем, що він також втратив сім'ю молодим, і коли це станеться, залишиться лише одна річ — голос у твоїй голові. Через деякий час опір Бернем нарешті послабився, і Стамец наказав Бернем піти. За сигналом Майкл Детмер розриває варп-бульбашку, інерційні амортизатори витримують, утримуючи «Дискавері». Рейнер розміщує стабілізатор хронітону на жучку, відчуваючи біль від часового щита, йому вдається утримувати його достатньо довго, щоб порушити часовий цикл.
Бернем і Рейнер з'являються в кімнаті готовності, де Майкл з полегшенням дізнається з комп'ютера, що вони повернулися в сьогодення, минуло лише шість годин, поки «Дискавері» крутило в часі. Їхні дії не змінили минулого. Права рука Рейнера дещо постаріла через те, що вона була всередині часового щита, і Бернем пропонує йому піти до доктора Калбера. Рейнер визнає, що він не зрозумів, як їм вдалося це зробити, використовуючи свої особисті зв'язки з командою. Бернем визнає, що Рейнер має рацію також у тому, що знайомство може призвести до самовдоволення, але команда знайшла спосіб використати свій зв'язок. Рейнер дивується, як вони збираються все це пояснити, але Бернем вважає, що з цією командою вони все зрозуміють, щойно скажуть про помилку часу.
Стамец видаляє залишки жука часу з кабелю живлення. Адіра запитує, що таке помилка часу і чи пов'язано це з тим, чому вони просто моргнули, а шість годин якось минуло. Овосекун і Детмер трохи шоковані, що вони в минулому повірили Бернем, а Детмер була здивована тим, що вона коли-небудь думала про розрив варп-ядра. Ріс просто радий, що вони не застрелили Майкл, викликавши сміх. Рейнер виходить на місток, його рука вже зафіксована, Бернем дуже рада, що вони всі зібралися разом. Лінус повідомляє, що знайшли деформаційний підпис, який збігається з кораблем Л'ака та Молл. Попередня теорія Ріса була хорошою. Однак Овосекун повідомляє, що слід Л'ака та Молл зникає, ніби вони прийшли сюди, і тепер їх просто немає. Бернем каже команді — де б не була пара, там є наступна підказка, і це правильні координати.

## Сприйняття та відгуки
Станом на січень 2025 року на сайті «IMDb» серія отримала 7.1 бала підтримки з можливих 10 при 1500 голосах користувачів.
В огляді для «Den of Geek» Лейсі Богер відзначила: «Подорожі в часі були основним елементом наукової фантастики з моменту появи цього жанру. І „Зоряний шлях“ завжди цікавився цією концепцією — від основних правил її роботи до широкомасштабного впливу, спричиненого найменшими змінами в історії. Від класичної серії „Місто на краю вічності“ до нещодавніх „Тих давніх дослідників“ — франшиза повна історій подорожей у часі. Але „Зоряний шлях: Дискавері“ обігрував цю концепцію більше, ніж інші — від епізоду в першому сезоні до „головного болю“ — і потенційно парадоксального сюжету — „Червоний янгол“, внаслідок якого „Дискавері“ запустив команду на сотні років у майбутнє в кінці другого сезону. Чесно кажучи, пропозиції у часі 5 сезону „Face the Strange“ є дещо більш простими щодо ширших цілей епізоду. Рейнер все ще переживає адаптаційний період, коли він вживається у роль першого офіцера „Discovery“. І вважає, що Бернем наполягає на почуттях та значущому емоційному зв'язку — а для нього це дратуючий і неефективний спосіб командування.»
Для «Реактора» Кейт ДеКандідо зазначено: «У своєму останньому (сьомому) сезоні „Вояджера“ знято епізод „Розламаний“. У епізоді, назва якого нагадує пісню „The Rolling Stones“, „Вояджер“ розділений на різні часові проміжки, де кожна частина корабля була в різний час. І лише сучасний Чакотай та минула ітерація Кетрін Джейнвей могли вільно рухатися між різними часовими поясами. Це був не більше ніж привід відвідати миті серіалу (і одне з можливих майбутніх) та навіть возз'єднатися з членом екіпажу, який вибув („Сеска“ Марти Гекетт). З погляду науки це не мало сенсу. Отже — п'ятий і останній сезон „Зоряного шляху: Дискавері“ зробив щось надзвичайно схоже на „Розламаних“. У цьому епізоді, назва якого перегукується з піснею Девіда Бові, Бернем і Рейнер стрибають на „Discovery“ в різний час і у різних місцях, також відвідуючи фрагменти минулого серіалу (і одне з можливих майбутніх) та возз'єднуються із загиблим членом екіпажу. Однак наука в цьому справді намагається вдарити по правдоподібності — наскільки правдоподібною може бути подорож у часі».
В огляді «Screen Rant» Марком Дональдсоном зазначалося: «Девіда Бові багато в чому пов'язують із франшизою „Зоряний шлях“, незважаючи на те, що він ніколи не з'являвся в жодному серіалі чи фільмі. Друг Бові та партнер по сцені Іггі Поп зіграв Єлґруна у серіалі „Зоряний шлях: Глибокий космос 9“, сезон 6, епізод 10, „Чудовий ференгі“. У 1991 році дружина Девіда БовіІман з'явилася разом з Вільямом Шатнером у фільмі «Зоряний шлях 6: Невідкрита країна». Як доводить „Star Trek: Discovery“, вплив Бові сильно відчувається на франшизі.»

## Знімались
| Актор               | Роль                    |
| ------------------- | ----------------------- |
| Сонеква Мартін-Грін | Майкл Бернем            |
| Ентоні Репп         | Пол Стамец              |
| Мері Вайзман        | Сільвія Тіллі           |
| Вілсон Круз         | Гаг Калбер              |
| Блу дель Барріо     | Адіра                   |
| Каллум Кіт Ренні    | Рейнер                  |
| Тіґ Нотаро          | Джет Рено               |
| Девід Аджала        | Клівленд Букер          |
| Аннабель Волліс     | Зора                    |
| Ханна Чізман        | Ейріам                  |
| Ів Гарлов           | Мелінн                  |
| Еліас Туфексіс      | Л'ак                    |
| Емілі Коутс         | Кейла Детмер            |
| Патрік Квок-Чун     | Джен Ріс                |
| Ойїн Оладейо        | Джоан Овосекун          |
| Ронні Роу           | лейтенант-командор Брюс |
| Орвілл Каммінгс     | Крістофер               |
| Девід Томлінсон     | Лінус                   |